# Gebel el-Silsila
Gebel el-Silsila är en fornlämning i Egypten. Den ligger i guvernementet Assuan, i den sydöstra delen av landet, 600 km söder om huvudstaden Kairo. Gebel el-Silsila ligger 151 meter över havet.
Terrängen runt Gebel el-Silsila är platt. Runt Gebel el-Silsila är det mycket tätbefolkat, med 1 517 invånare per kvadratkilometer. Närmaste större samhälle är Kom Ombo, 18,3 km söder om Gebel el-Silsila. Trakten runt Gebel el-Silsila består till största delen av jordbruksmark.